# Happy with What You Have to Be Happy With
Happy With What You Have to Be Happy With es un EP de la banda de rock progresivo King Crimson lanzado en 2002, acompañando al álbum posterior The Power to Believe (2003).
- [La versión del EP de "Happy With What You Have to Be Happy With" es más larga. "Eyes Wide Open" es una versión acústica. Versiones alternativas de todas las pistas aparecen en The Power to Believe.

## Lista de canciones
1. "Bude" (Adrian Belew) – 0:26
2. "Happy With What You Have to Be Happy With" (Belew, Robert Fripp, Trey Gunn, Pat Mastelotto) – 4:12
3. "Mie Gakure" (Belew, Fripp) – 2:00
4. "She Shudders" (Belew) – 0:35
5. "Eyes Wide Open" (Belew, Fripp, Gunn, Mastelotto) – 4:08
6. "Shoganai" (Belew) – 2:53
7. "I Ran" (Belew) – 0:40
8. "Potato Pie" (Belew, Fripp, Gunn, Mastelotto) – 5:03
9. "Larks' Tongues in Aspic (Part IV)" (Belew, Fripp, Gunn, Mastelotto) – 10:26
Incluye:
  - "I Have a Dream"

Grabado en directo en 328 Performance Hall, Nashville, Tennessee, [9?/10?] November 2001
10. "Clouds" (Belew) – 4:10
Incluye:
  - "Einstein's Relatives" (pista oculta) (Belew, Fripp, Gunn, Mastelotto)

## Personal
- Robert Fripp – guitarra
- Adrian Belew – guitarra Warr, vocals
- Trey Gunn – Warr guitars, bajo
- Pat Mastelotto – batería